# Pelargonium peltatum
Pelargonium peltatum és una espècie herbàcia perenne de la família de les geraniàcies. Se'l coneix com a ivy-leaved, (gerani de fulla d'heura en anglès). Pelargonium peltatum és una espècie nativa de Sud-àfrica on hi té un ampli rang de distribució. Pelargonium peltatum deriva el seu nom per la semblança de la forma de la fruita al pic d'una cigonya (pelargos en grec). El nom específic peltatum (en anglès peltate) es refereix a les fulles amb forma d'escut, en el que el pecíol s'uneix al centre de la fulla. El nom comú afrikaans es refereix a la saba acidulada que contenen les fulles. P. peltatum  del qual s'han derivat molts híbrids, es va introduir als Països Baixos per Willem Adriaan van der Stel en 1700. Sir Frances Masson va introduir l'espècie a Gran Bretanya en 1774.

## Morfologia
És una planta més aviat enfiladissa, semi-perenne i suculenta, que s'arrossega a través d'altres arbres i arbustos en el seu hàbitat. Aquesta planta escaladora té llargs brots endarrerits, que poden arribar a una altura de 2 m i es caracteritza per les seves fulles en forma d'heura. Algunes de les fulles tenen marques distintives zonals, però això no és una característica comuna. Produeix raïms de flors que varien de color malva o malva rosat a rosa pàl·lid o blanc. Floreix principalment al setembre a desembre. En aquest gènere, el fruit és una càpsula llarga i prima dehiscent, és a dir que s'obre pels costats quan s'asseca, i allibera les llavors. Cada llavor té una ploma llarga i prima en espiral. La llavor es dispersa pel vent. Una vegada que la llavor toca el terra humit, s'enterra i fa el seu camí cap a terra mitjançant l'ús de la cua com un trepant.

## Usos
El gust amarg de la saba de la fulla semblant a l'heura del Pelargonium (?¿) s'utilitza tradicionalment per tractar mals de coll. Els brots i les fulles joves es poden menjar i poden alleujar la set. Les fulles es poden picar i s'utilitza com un antisèptic per a les rascades, ferides i cremades lleus. Els pètals són astringents, i poden ser utilitzats per fer un rentat per a la pell greixosa. Els pètals també es poden utilitzar per fer un bonic tint blau-gris, de llarga durada, que pot ser utilitzat per a la pintura o per tenyir llana o draps.
Les llavors o esqueixos poden ser utilitzats per a la propagació. Les estaques es poden prendre en qualsevol moment de l'any. Seleccioneu esqueixos de plantes sanes i vigoroses. Una hormona d'arrelament es pot aplicar per millorar el procés d'arrelament. Col·loqui les estaques en un recipient ple de sorra de riu. Mantingui esqueixos humits i col·locar-los ja sigui en un marc fred o un lloc amb llum solar adequada. Els talls prenen aproximadament 3 setmanes per acabar. Un cop arrelada, el tall pot ser trasplantat en un recipient ple d'una barreja de terra amb bon drenatge. Sembrar les llavors a la tardor o finals d'estiu. Separeu les llavors de manera uniforme sobre la superfície de la barreja de terra i cobrir amb una fina capa de sorra de riu. Col·loqui les llavors en la llum o a mitja ombra i aigua com si fos una fina rosada matinal. Les llavors germinen al cap de dues a tres setmanes.
Aquest Pelargonium creixerà bé en una rocalla. En un jardí que farà millor si es cultiva en condicions àrides similars al seu hàbitat natural. Ha de ser plantat amb altres plantes que no requereixen molta aigua. És ideal per a un jardí en estalvi d'aigua.